# Siepe a nordovest
Siepe a nordovest è una farsa in prosa e musica di Massimo Bontempelli, scritta nel 1919 e rappresentata per la prima volta a Roma nel 1923 al Teatro degli Indipendenti di Anton Giulio Bragaglia.